# エンガ州

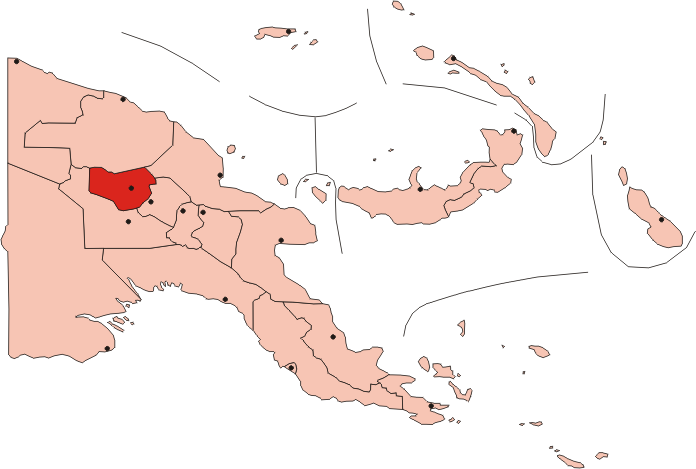
エンガ州

エンガ州 (エンガしゅう、Enga Province)は、パプアニューギニアの中部、ニューギニア島の東部の山岳地方に位置する州である。州都はワバック。州の面積は12,800 km2。人口は43万2045人（2011年国勢調査）。

## 地理
エンガ州はパプアニューギニアで最も標高が高いエリアで、州のほとんどのエリアで標高2000mを越えている。標高の低いエリアは谷になっていて、州を流れる2つの主要な河川であるフライ川の支流Lagaip川及びセピック川支流のライ川の分水嶺となっている。

## 住民

### 言語
トランス・ニューギニア語族のエンガ語、Ipili語（英語版）、Kyaka語（英語版）などが使用される。

## 災害
2024年5月24日未明、エンガ州のヤンバリ村で大規模な地すべりが発生。多くの住民が住む建物や農地が土砂の下敷きとなった。村の人口数は4000人以上であったと推測され、半数の2000人以上が犠牲になったものと推測されている。